# Мартинівка (Голованівський район)
Марти́нівка — село в Україні, у Підвисоцькій сільській громаді Голованівського району Кіровоградської області. Населення становить 343 осіб. Колишній орган місцевого самоврядування — Мартинівська сільська рада.

## Постаті
Уродженцями села є
- Довгий Микола Григорович (1977-2015) — солдат ЗСУ, учасник російсько-української війни.
- Покрищенко Микола Миколайович (1990-2015) — солдат Збройних сил України, учасник російсько-української війни.

## Населення
Згідно з переписом УРСР 1989 року чисельність наявного населення села становила 441 особа, з яких 187 чоловіків та 254 жінки.
За переписом населення України 2001 року в селі мешкали 343 особи.

### Мова
Розподіл населення за рідною мовою за даними перепису 2001 року:
| Мова       | Відсоток |
| ---------- | -------- |
| українська | 99,13 %  |
| російська  | 0,87 %   |